# Spartacusupproret

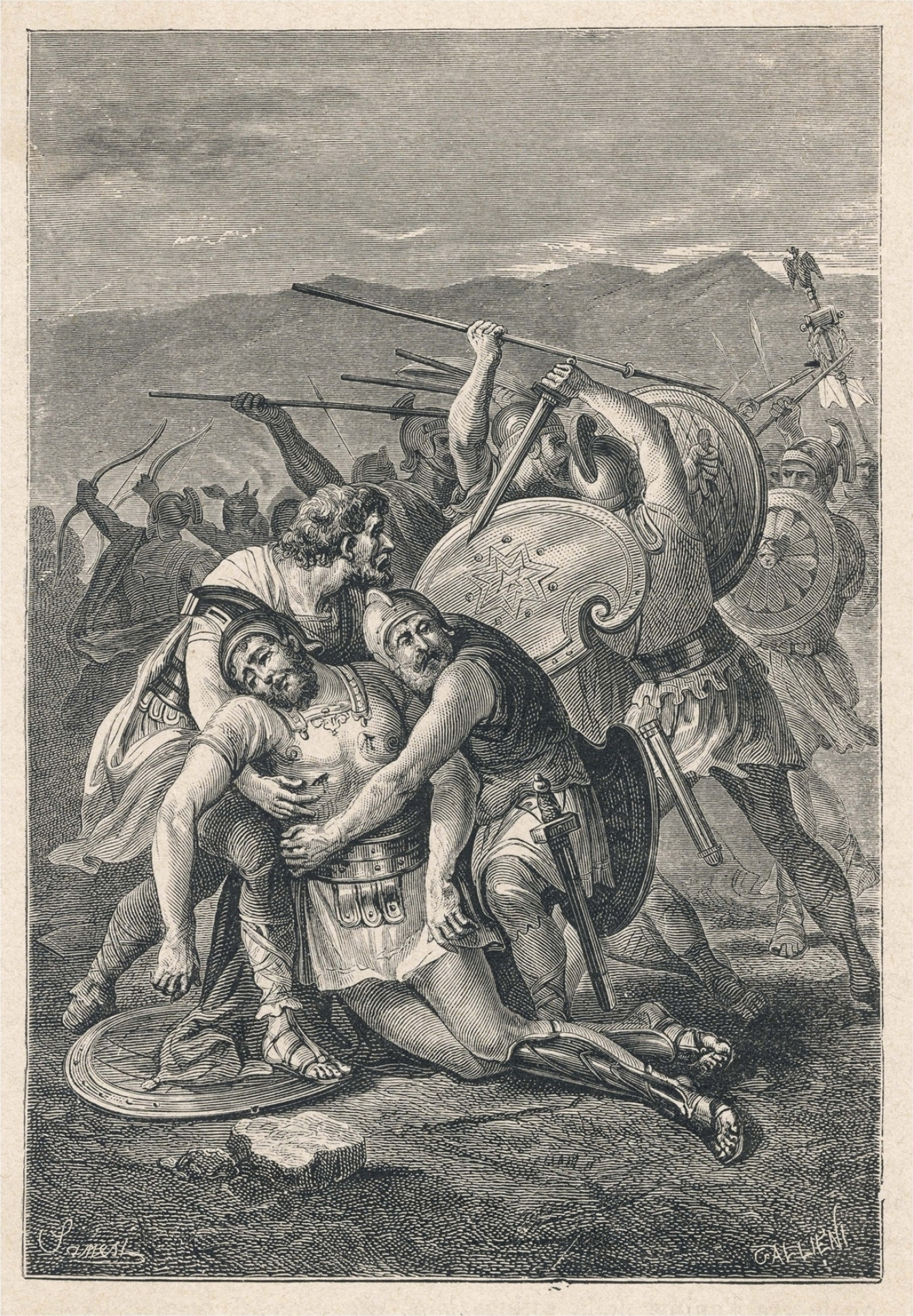
En konstnärs tolkning av Spartacus död (71 f.Kr.) i slutet av Spartacusupproret

Spartacusupproret (även kallat Spartacuskriget, Gladiatorkriget och Tredje slavkriget) var en stor slavrevolt. Den ägde rum i den Romerska republiken 73-71 f.Kr.. Upproret leddes av slaven och gladiatorn Spartacus och var det tredje (och sista) riktigt stora slavupproret i Romerska rikets historia samt även det ur Roms synvinkel allvarligaste. De tidigare upproren utspelade sig båda på Sicilien (Första slavkriget 135-132 f.Kr. och Andra slavkriget 104-103 f.Kr.).
Upproret startade i den syditalienska staden Capua, när flera hundra gladiatorer (och tillika slavar) bröt sig ut från en gladiatorskola som ägdes av Lentulus Batiatus. Spartacus som var med i utbrytningen i Capua tog snabbt ledningen och ledde så småningom en väldig armé av förrymda och fritagna slavar på åtminstone 40 000 man, enligt vissa källor så många som 120 000.
Den romerska statsledningen såg ursprungligen inte upproret som särskilt allvarligt. Till deras förvåning besegrade Spartacus snabbt växande slavarmé dock alla trupper som skickades mot dem. Först efter att slavarmén massakrerat en "straffexpedition" från Rom insåg man att man inte hade att göra med en "vanlig" mindre slavrevolt, vilka förekom ofta.
Spartacus visade sig vara oerhört skicklig på att utnyttja den romerska arméns svagheter. Hans prestation att på så kort tid skapa en armé som besegrade de bästa styrkor Rom kunde ställa på benen anses vara anmärkningsvärd än idag. Efter de mycket stora framgångarna under det första året marscherade upprorsmännen norrut och tidigt på sommaren 72 f.Kr. befann man sig nära gränsen till Gallien (nuvarande Frankrike och Schweiz). Av orsaker som aldrig har blivit helt klarlagda vände man emellertid söderut igen och hösten samma år befann man sig längst ner i Syditalien.
Till slut krossades upproret av Crassus 71 f.Kr. efter att den romerska armén hade satt in huvuddelen av sina styrkor och upprorsmännen isolerats i Syditalien. Spartacus själv omkom och drygt 6 000 tillfångatagna slavar avrättades genom korsfästning utmed Romarrikets huvudväg Via Appia.
Historiker har genom åren debatterat vad det slutgiltiga målet med upproret var. Att slutmålet skulle ha varit att krossa slavsystemet i Romerska riket och därmed även den romerska staten saknas det klara belägg för. Troligare anses vara att Spartacus ville leda sina följeslagare ut ur Italien och in i den definitiva friheten i Gallien. En del spekulerar i att man kanske även planerade att marschera in i Spanien.
Att man inte lämnade Italien när man var så nära ska ha berott på att trycket från många av följeslagarna blev för stort. Dessa ville hellre fortsätta plundra Italien och förödmjuka den romerska staten. Hur som helst anser många militärhistoriker att det var Spartacus stora misstag. En del historiker anser att en del följeslagare (kanske 10 000) faktiskt lämnade upprorsmännen och marscherade in i Gallien.